# Сельское поселение Клишинское
Се́льское поселе́ние Кли́шинское — бывшее муниципальное образование со статусом сельского поселения в Озёрском районе Московской области России.
Административный центр — село Клишино.

## География
Расположено в южной части района, в 135 км к юго-востоку от города Москвы, на правом берегу реки Оки. Граничит с городским поселением Озёры, сельским поселением Бояркинским; сельским поселением Акатьевским Коломенского района; сельским поселением Астаповским Луховицкого района; сельским поселением Машоновским Зарайского района; сельскими поселениями Топкановским, Домнинским и Знаменским Каширского района. Площадь территории сельского поселения составляет 20,69 тыс. га (206,9 км²).

## История
Образовано в ходе муниципальной реформы, в соответствии с Законом Московской области от 28.02.2005 года № 75/2005-ОЗ «О статусе и границах Озёрского муниципального района и вновь образованных в его составе муниципальных образований».

## Население
| 2006  | 2007  | 2008  | 2009  | 2010  | 2011  | 2012  |
| ----- | ----- | ----- | ----- | ----- | ----- | ----- |
| 4177  | ↘3901 | ↘3894 | ↗3901 | ↗3936 | ↗3966 | →3966 |
| 2013  | 2014  | 2015  |       |       |       |       |
| ↗3977 | ↗3998 | ↗4110 |       |       |       |       |

## Местное самоуправление
Глава сельского поселения — Колосов Николай Павлович. Адрес администрации: 140578, Московская область, Озёрский район, с. Клишино, ул. Новая, д. 1.

## Состав сельского поселения
В состав сельского поселения входят 27 населённых пунктов пяти упразднённых административно-территориальных единиц — Дулебинского, Клишинского, Сенницкого, Редькинского и Сосновского сельских округов:
| №  | Населённый пункт | Тип населённого пункта       | Население |
| -- | ---------------- | ---------------------------- | --------- |
| 1  | Бебехово         | деревня                      | ↗13       |
| 2  | Болдаевка        | деревня                      | →6        |
| 3  | Болобново        | деревня                      | ↘17       |
| 4  | Бутьково         | деревня                      | ↗27       |
| 5  | Дулебино         | деревня                      | ↗26       |
| 6  | Емельяновка      | деревня                      | ↘718      |
| 7  | Каблучки         | деревня                      | ↗6        |
| 8  | Климово          | деревня                      | ↗26       |
| 9  | Клинское         | деревня                      | ↗9        |
| 10 | Клишино          | село, административный центр | ↘336      |
| 11 | Кудрино          | деревня                      | →1        |
| 12 | Люблино          | деревня                      | ↗2        |
| 13 | Облезьево        | деревня                      | ↗100      |
| 14 | Полурядинки      | село                         | ↘885      |
| 15 | Протасово        | село                         | ↘174      |
| 16 | Редькино         | село                         | ↘568      |
| 17 | Свиридоново      | деревня                      | ↗17       |
| 18 | Сенницы-1        | село                         | ↗98       |
| 19 | Сенницы-2        | село                         | ↘61       |
| 20 | Сеньково         | село                         | ↘255      |
| 21 | Смедово          | деревня                      | ↗71       |
| 22 | Сосновка         | село                         | ↘401      |
| 23 | Старое           | деревня                      | ↗10       |
| 24 | Трегубово        | деревня                      | ↘9        |
| 25 | Фофаново         | деревня                      | ↗9        |
| 26 | Фроловское       | село                         | ↘56       |
| 27 | Храброво         | деревня                      | ↗13       |

## Экономика
Ведущие предприятия — агропромышленные фирмы ОАО «Предприятие Емельяновка» и ОАО «Агрофирма Сосновка».

## Социальная инфраструктура
На территории поселения находится 6 сельских домов культуры, 7 библиотек, 3 средних школы, одна начальная и 3 дошкольных учреждения, детская музыкальная школа.
Имеется две врачебные амбулатории, 2 фельдшерско-акушерских пункта.
На берегу Оки расположены пионерский лагерь имени Хруничева «Озёры» и туристическая база.

## Достопримечательности
В селе Сенницы-2 располагается усадьба Сенницы, принадлежавшая в разное время М. И. Гагарину и графу Ф. Э. Келлеру, а в деревне Дулебино — усадьба Дулебино писателя Д. В. Григоровича. Недалеко от села Сосновка на берегу Оки находится городище древнего города Ростиславля-Рязанского.

## Церкви
- Покровская в селе Сосновка
- Вознесенская в селе Сенницы
- Богородицерождественская в селе Клишино.

## Персоналии
В деревне Клинское родился Герой Советского Союза В. П. Канунников, в деревне Каблучки — С. В. Харламов.